# Mejospora
Mejospora, tetraspora, gonospora – haploidalny zarodnik (1n), występujący u grzybów i roślin, powstający w wyniku mejozy. Mejospory są wytworzone przez sporofit (2n), który rozwinął się z zygoty (2n) dzięki połączeniu się haploidalnych gamet (1n) – wytworów haploidalnego pokolenia – gametofitu. U roślin mejospory (1n) dają początek gametofitowi (1n).
Rodzaje mejospor:
- pływki, zoospory – ruchome zarodniki wytwarzane w wyniku mejozy z diploidalnych przetrwalników, występują głównie u pierwotniaków i chromistów, ale także u niektórych grzybów;
- zygospory – powstające w wyniku gametangiogamii dwóch różnych płciowo typów gametangiów oznaczanych jako (+) i (–), występują u niektórych glonów i grzybów z grupy sprzężniaków (Zygomycota);
- askospory – zarodniki workowe, powstają w workach u workowców;
- bazydiospory – zarodniki podstawkowe, powstają w podstawkach u podstawczaków;
- sporydium – powstają na przedgrzybni grzybów z rzędu rdzowców (Pucciniales).